# Dolerothera
Dolerothera är ett släkte av fjärilar. Dolerothera ingår i familjen äkta malar.
Kladogram enligt Catalogue of Life:
| Dolerothera | \| \| Dolerothera amphiplecta \| \| \| \| \| \| Dolerothera theodora \| \| \| \| |
|             | \| \| Dolerothera amphiplecta \| \| \| \| \| \| Dolerothera theodora \| \| \| \| |
|             | Dolerothera amphiplecta                                                          |
|             |                                                                                  |
|             | Dolerothera theodora                                                             |
|             |                                                                                  |